# Бахрушины

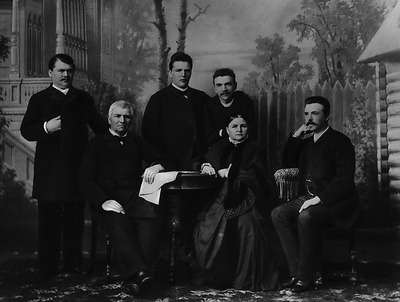
Семья Петра Алексеевича Бахрушина. Сидят: Пётр Алексеевич, Екатерина Ивановна и Дмитрий Петрович. Стоят: Алексей Петрович, Константин Петрович и Николай Петрович.

Бахрушины — династия московских предпринимателей и благотворителей, которые согласно семейному преданию происходили из касимовских татар, принявших православие в XVI веке.

## История
С конца XVI в. Бахрушины жили в Зарайске — занимались торговлей скотом. В Москву они приехали в 1820-х годах: Алексей Фёдорович Бахрушин (1800—1848) вначале основал перчаточную фабрику в Заяузье, к 1831 году имел сафьянный завод, построил кожевенный завод в Кожевниках. В московское купечество занесён с 1835 года — купец 2-й гильдии. Его вдова, Наталия Ивановна, продолжила дело с тремя сыновьями — Петром, Александром и Василием Алексеевичами. Кроме кожевенного завода, появилась и суконная фабрика; в 1851 году они получили звание потомственных почётных граждан. Как отмечал Бурышкин, «разбогатели Бахрушины главным образом во время Русско-турецкой войны».

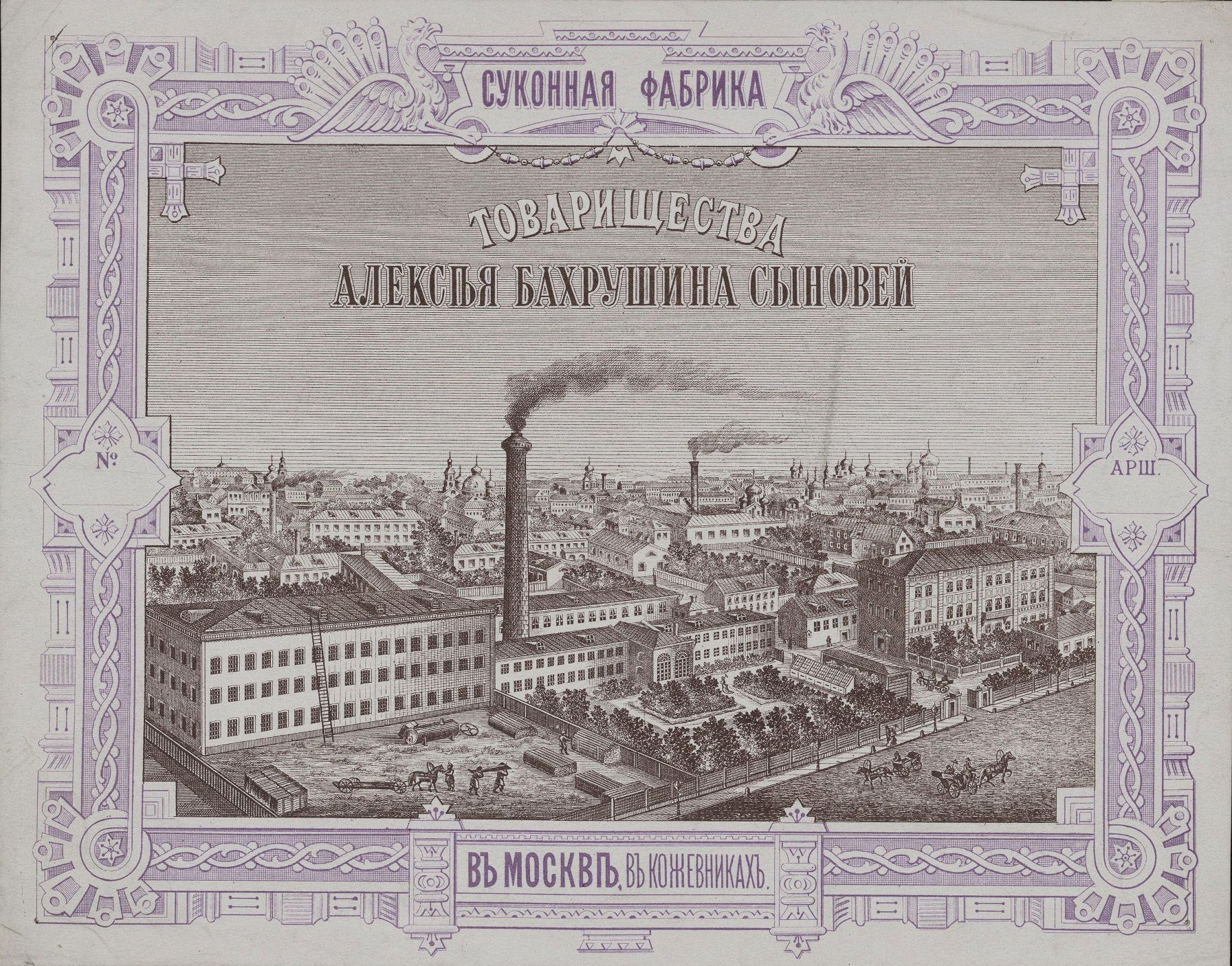
Суконная фабрика Тов-ва Алексея Бахрушина сыновей. Кон.XIX в.

В 1875 году было учреждено «Товарищество кожевенной и суконной мануфактур Алексея Бахрушина  сыновей» (400 паев по 5 тысяч рублей каждый). Кожевенным заводом (после октябрьской революции — Московский фурнитурный завод) руководил Александр; суконно-ткацкой фабрикой в Кожевниках (после 1917 года — «Красное веретено») управлял Пётр. Пётр (в 1870—1894 гг.) и Александр (в 1895—1916 гг.) были председателями церковно-приходского попечительства в приходе храма Св. Троицы в Кожевниках.
Братья были щедрыми жертвователями. К осени 1887 года на Сокольничьем поле была построена больница для страдающих неизлечимыми заболеваниями; в 1893 году при больнице был построен дом для призрения неизлечимо больных; в 1895 году они выделили 600 тысяч рублей на строительство в Сокольничьей роще бесплатного детского приюта для бедных и сирот православного вероисповедания. В 1888 году на Софийской набережной был построен «дом бесплатных квартир» для нуждающихся вдов с детьми и учащихся девушек — при доме действовали два детских сада, начальное училище для детей, мужское ремесленное училище и профессиональная школа для девочек. В 1901 году был построен городской сиротский приют. Полмиллиона рублей были пожертвованы на приют-колонию для беспризорных детей в Тихвинском городском имении в Москве. В 1904 году Василий Алексеевич Бахрушин на Смоленском бульваре, рядом со своим особняком, построил четырёхэтажное здание городского училищного дома, а в 1906 году по его завещанию были учреждены 5 стипендий: в Московском университете, Московской духовной академии и духовной семинарии, Академии коммерческих наук и в одной мужской гимназии — по 8 тысяч рублей. В 1913 году крупная сумма денег была предоставлена Зарайскому городскому управлению на строительство больницы, родильного дома и амбулатории. В 1916 году московским властям с целью устройства детского приюта была отдана усадьба Ивановская. В 1901 году за благотворительную деятельность Александр и Василий Алексеевичи Бахрушины были удостоены званий почётных граждан Москвы.

### Персоналии
- Бахрушин, Алексей Фёдорович (1800—1848) — основатель московской династии Бахрушиных. Жена — Наталья Ивановна Потоловская.
  -  Бахрушин, Пётр Алексеевич (1819—1894); жена — Екатерина Ивановна, урождённая Митрофанова. Они имели 18 детей, из которых 9 умерли в раннем возрасте. Из остальных — пять дочерей и четыре сына:
    -  Бахрушин, Дмитрий Петрович (1844—1918)
    -  Бахрушин, Алексей Петрович (1853—1904) — коллекционер (русская старина, книги), автор книги о московских коллекционерах «Из записной книжки: Кто что собирает». Библиотеку оставил Румянцевскому музею, а фарфор и старинные вещи (почти 25 тыс. книг, картин, рисунков, миниатюр и т. д.) — Историческому, где были два зала его имени.
    - Бахрушин, Николай Петрович
    -  Бахрушин, Константин Петрович (1856—1938); жена — Наталья Петровна, урождённая Смирнова. Как писал П. А. Бурышкин: «две его дочери были за двумя Михайловыми, а посему в некотором свойстве с моей сестрой, Ольгой Афанасьевной; младшие же, Нина и Пётр Константиновичи Бахрушины, бывали у нас в доме».

  -  Бахрушин, Александр Алексеевич (1823—1916) — владелец подмосковного имения Ивановское. Жена — Елена Михайловна Постникова — из семьи фабрикантов церковной утвари Постниковых. Имели трёх сыновей и трёх дочерей.
    -  Бахрушин, Владимир Александрович (1853—1910), почётный член Московского художественно-фотографического общества, один из основателей художественной фотографии. Жена — дочь главы чаеторговой фирмы С. В. Перлова, Елизавета Сергеевна.
      -  Бахрушин, Сергей Владимирович (1882—1950) — советский профессор, историк.

    -  Бахрушин, Сергей Александрович (1863—1922) — коллекционер (гравюры, табакерки и картины); имел большое количество картин Врубеля. Женат не был. В 1922 году разбор его коллекций был поручен И. Э. Грабарю, после чего собрание разделили между провинциальными музеями.
    -   Бахрушин, Алексей Александрович (1865—1929) — основатель театрального музея в Москве. Жена — дочь купца и фабриканта В. С. Носова, Вера Васильевна.
      -  Бахрушин, Юрий Алексеевич (1896—1973) — балетовед, критик, историк театра.

  -   Бахрушин, Василий Алексеевич (1832—1906) — гласный московской Городской Думы с 1887 по 1906 год.

## Владения
- Ивановское (усадьба)
- Усадьба на Воронцовом Поле
- Дачи в Черкизове
- Доходный дом Бахрушиных